# ロヘリオ・ドミンゲス
ロヘリオ・アントニオ・ドミンゲス・ロペス（Rogelio Antonio Domínguez López, 1931年3月9日 - 2004年7月23日）は、アルゼンチン・ブエノスアイレス出身のサッカー選手、サッカー指導者。現役時代のポジションはゴールキーパー。

## 経歴
1946年にCAリーベル・プレートのユースに加入し、1948年にラシン・クルブでデビュー。1951年からは10年以上にわたりアルゼンチン代表としてプレーした。1956年にレアル・マドリードへと移籍。レアル・マドリードではキャプテンであったフアン・アロンソを押しのけてUEFAチャンピオンズカップの決勝に2度（1959年、1960年）出場した。しかし、5シーズンの在籍期間において2桁出場は2シーズンのみにとどまった。1956年、1957年と2年連続でアメリカ大陸の最優秀GKに選ばれ、1957年には南米選手権も勝ち取った。
1962年にユース時代を過ごしたCAリーベル・プレートへと戻った。その後も南米のクラブを転々とし、1969年にCRフラメンゴで引退。引退後は指導者として、現役時代に所属したラシン・クルブなどのクラブチームを率いた。
2004年7月23日に心筋梗塞のため死去。